# تيبيريوس (ابن جستنيان الثاني)
تيبيريوس ((باليونانية: Τιβέριος)‏، Tiberios، 705–711 م) كان ابن الإمبراطور جستنيان الثاني وثيودورا الخزرية (Theodora of Khazaria). شغل منصب الإمبراطور المشارك للإمبراطورية البيزنطية مع والده جستنيان الثاني، من 706-711 م. قتل في عام 711م، عندما قاد بردانيس بتمرد، وسار إلي القسطنطينية، مما أسفر عن مقتل جستنيان وكذلك تيبيريوس. بعد وفاته، قام شخصان مختلفان بانتحال شخصيته، مع شخص اسمه البشير، والذي استضافه هشام بن عبد الملك، الخليفة الأموي، قبل اكتشاف كذبه وصُلبه.